# Ребристий тритон
Ребристий тритон (Pleurodeles) — рід земноводних родини саламандрові ряду Хвостаті. Має 3 види. Інша назва «голчастий тритон».

## Опис
Загальна довжина досягає 20—31 см. Спостерігається статевий диморфізм: самиці більші за самців. За своєю будовою схожі на представників роду крокодилячих тритонів. Особливістю є розташування та розмір паротидів. Тулуб стрункий. Хвіст доволі довгий, стиснутий з боків. Лапи мають 4—5 пальців. Забарвлення спини та голови чорне, буре, коричневе з темними плямами. Черево білувате, жовтувате або темно—бежеве.

## Спосіб життя
Полюбляють стоячі водойми. Активні у присмерку та вранці. Живляться безхребетними, у тому числі невеликими членистоногими.
Це яйцекладні земноводні. Парування відбувається 2 рази на рік. Самиця відкладає до 1 тис. ікринок.

## Розповсюдження
Мешкають на Піренейському півострові, Північній Африці.

## Види
- Pleurodeles nebulosus
- Pleurodeles poireti
- Тритон іспанський (Pleurodeles waltl)